# Hammam Debagh
Hammam Debagh è un comune dell'Algeria, situato nella provincia di Guelma.